# جواد زرينتشه
جواد زرينتشه ((بالفارسية: جواد زرینچه)؛ مواليد 23 يوليو 1966 في طهران) هو لاعب كرة قدم إيراني معتزل، مدرب ومدير كرة قدم. آخر منصب له كان مساعد مدرب في استقلال. لعب لصالح منتخب إيران لكرة القدم وشارك في كأس العالم لكرة القدم 1998.

## روابط خارجية
- جواد زرينتشه على موقع الاتحاد الدولي (مؤرشف)  (الإنجليزية)
- جواد زرينتشه على موقع قاعدة بيانات كرة القدم.إي يو (الإنجليزية)
- جواد زرينتشه على موقع ناشيونال فوتبول تيمز (الإنجليزية)
- جواد زرينتشه على موقع Soccerway.com (الإنجليزية)